# Boca Chica (Dominicaanse Republiek)
Boca Chica is een badplaats en gemeente (162.000 inw.) vlak bij het vliegveld (8km) van Santo Domingo, de hoofdstad (30km) van de Dominicaanse Republiek. Het is erg populair bij de lokale bevolking, aangezien in Boca Chica het dichtstbijzijnde strand voor de inwoners van de hoofdstad ligt. Vooral op zon- en feestdagen is het er erg druk.
Buitenlandse toeristen komen al een aantal decennia in het dorp. Vroeger in een van de twee grote hotels (Don Juan beach resort en Boca Chica beach resort), in 1993 opende ook het hotel Hamaca de deuren weer en werd meteen het toonaangevende resort in Boca Chica.
Door de ontwikkeling van andere gebieden in de Dominicaanse Republiek, zoals Playa Dorada (bij Puerto Plata) in het noorden en Playa Bavaro (bij Punta Cana) in het oosten, verloor Boca Chica vele gasten vanaf midden jaren negentig.
De belangrijkste attractie is het strand en het ondiepe water. Een paar honderd meter voor de kust ligt een rif dat de golven breekt. Daardoor wordt het eerste gedeelte van de zee ook wel het grootste natuurlijke zwembad ter wereld genoemd. Het is er ondiep en er is geen stroming.
Voor de kust liggen een aantal kleine eilandjes, waarvan La Coleta het bekendste is.

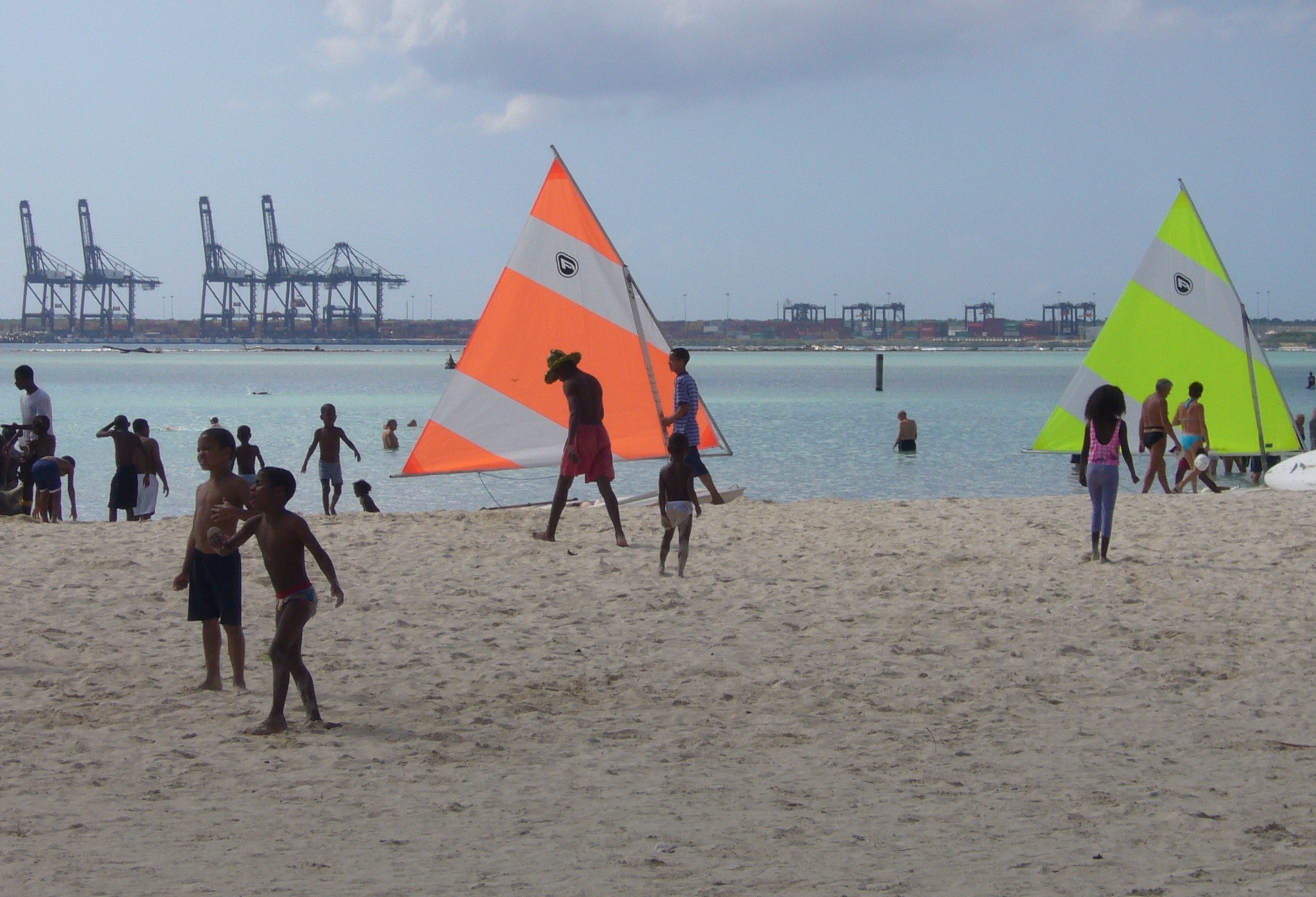
Strand van Boca Chica

## Bestuurlijke indeling
De gemeente bestaat uit twee gemeentedistricten (distrito municipal):
Boca Chica en La Caleta.
- Library of Congress Control Number: n88187476
- Nationale Bibliotheek van Israël: 987007567322005171
- Virtual International Authority File: 130293674

Azua · Bajos de Haina · Baní · Barahona · Boca Chica · Bonao · Comendador · Cotuí · Dajabón · El Seibo · Hato Mayor · Higüey · Jimaní · La Romana · La Vega · Los Alcarrizos · Mao · Moca · Monte Cristi · Monte Plata · Nagua · Neiba · Pedernales · Puerto Plata · Sabaneta · Salcedo · Samaná · San Cristóbal · San Francisco de Macorís · San José de Ocoa · San Juan · San Pedro de Macorís · Santiago · Santo Domingo de Guzmán · Santo Domingo Este · Santo Domingo Norte · Santo Domingo Oeste